# نيوز
نيوز  (باليابانية:ニュース), و(بالإنجليزية: NEWS)‏  (تنطق، Nyusu - نيوسو) فرقة موسيقى بوب J-pop يابانية حيث تم ترسيمها في 15 سبتمبر 2003.
تتكون الفرقة من أربعة أعضاء هم: كوياما كيتشيرو، ماسودا تاكاهيسا، كاتو شيقياكي، تيقوشي يويا.
اسم «نيوز» مشتق من الجهات الأربعة باللغة الإنجليزية: North, East, West and South

## تاريخ نيوز
تم تجميع تسعة شبان من مختلف مناطق اليابان باسم نيوز كي يقوموا بإصدار سنقل «نيوز نيبون» (NEWS ニッポン, نيوز اليابان) كي يُستخدم لتشجيع الفريق النسائي الياباني في كأس العالم للكرة الطائرة، وهم: كوياما كيتشيرو، نيشكيدو ريو، يامشيتا توموهيسا، ماسودا تاكاهيسا، اوتشي هيروكي، كاتو شيقياكي، تيقوشي يويا، كوسانو هيرونوري، موريتا تاكاهيرو.
في بداية 2004 موريتا تاكاهيرو انسحب من الفرقة والشركة بأكملها، ثم تم إصدار سنقل ترسيم الفرقة «كيبوئيل» (希望 ~Yell~، نداء~الأمل~) الذي احتل صدارة تصنيف الاوريكون الاسبوعي.
وفي منتصف 2005 تم معاقبة اوتشي هيروكي بطرده من نيوز (وفرقته الأخرى التي كان منضماً لها في نفس الوقت كانجاني8) بسبب شربه للكحول تحت السن القانوني، وبعدها بفترة، في بدايات 2006 كوسانو هيرونوري تم طرده أيضاً بسبب شربه للكحول تحت السن القانوني ، وبعدها قاموا نيوز بإصدار أول سنقل لهم كستة أشخاص «سايائيندو\هاداشي نو سيندريلا بوي» (サヤエンドウ/裸足のシンデレラボーイ، بازلاء\فتى سندريلا حافي القدمين) الذي تصدر الاوريكون الاسبوعي والشهري. ثم بعد عدة أشهر تم إيقاف نيوز وعادوا في عام 2007 بسنقل «هوشي وو ميزاشيتي» (星をめざして، اهدف إلى النجوم) وتصدروا الاوريكون الاسبوعي.
بعدها في 2008 قاموا بأداء أول حفل غنائي حي لهم في قبة طوكيو دوم ثم قاموا بإطلاق سنقلهم العاشر «Happy Birthday، عيد ميلاد سعيد» الذي تصدر الاوريكون الاسبوعي، مما جعلهم ثاني فرقة يابانية تحتل جميع إصداراتها المركز الأول في الاوريكون الاسبوعي.
في أكتوبر 2011 تم إعلان انسحاب يامشيتا توموهيسا ونيشكيدو ريو من نيوز مما يعني استمرارهم كأربعة أشخاص.

## أهم الأحداث
2011 : استمرار نيوز كرباعي
في 7 أكتوبر 2011، تم الإعلان من قبل شركة جونيز إنترتيمنت عن انسحاب يامشيتا توموهيسا ونيشكيدو ريو من نيوز.
في التصريح الرسمي من قبل الشركة: سبب مغادرة نيشيكيدو ريو هو انشغاله مع فرقته كانجاني8 وعدم إمكانية استمراره مع فرقتين في نفس الوقت بسبب جدوله المزدحم، مما يعني أنه سوف يستمر مع كانجاني8 فقط، وليس نيوز. أما سبب انسحاب يامشيتا توموهيسا كي يركز على أعماله الفردية وانشغاله بها.
2012 : عودة نيوز الأربعة
في 15 أبريل 2012 تم ظهور عد تنازلي في موقع الجونيز وفي الخلفية ظلال أربع أشخاص، تلميحاً لعودة نيوز، ثم في 16 أبريل تم الإعلان رسمياً في الموقع عن عودة نيوز وتم إعادة بدء العد التنازلي من جديد حتى ينتهي في 18 أبريل الساعة 00:00، هذا الوقت يتوافق مع وقت بث برنامج راديو كوياما كيتشيرو «كيتشان-نيوز».
ضيوف الراديو كانوا أعضاء نيوز الذين قاموا بتضييع الوقت بالحديث بمواضيع لاعلاقة لها بإعلان عودتهم، ثم قام كوياما بالإعلان عن بيست آلبوم سوف يطلقونه نيوز باسم «نيوز بيست» (NEWS BEST) الذي يحتوي جميع أغاني سنقلاتهم القديمة الأساسية، ولإظهار حبهم للمعجبين قاموا بتصويت لـ 15 أغنية سوف جانبية سوف يقومون بإرفاقها بالألبوم وسوف تكون من اختيار المعجبين عن طريق التصويت في الموقع الرسمي لـ 4 أغاني فقط. بعدها قاموا بالإعلان عن جولة محلية في أنحاء اليابان. نيوز عبّروا عن إصدار هذا الألبوم بإنه نهاية لفصل قديم من تاريخ نيوز الذي يعتزّ فيه نيوز ومعجبينهم.
في 5 ماي قامت الشركة بالإعلان رسمياً عن «نيوز بيست» وأنه سوف يتم إصداره في 13 جون، «نيوز بيست» تصدر الاوريكون الاسبوعي لفئة الألبومات.
وأخيراً في 18 جولاي تم إصدار أول سنقل رباعي لنيوز «تشانكابانا» (チャンカパーナ) وهي كلمة مركبّة تعني «الشخص المحبوب\الشخص العزيز»، السنقل سوف يحتوي 4 إصدارات محدودة، كل عضو له حرف، كوياما: N، كاتو: E، ماسودا: W، تيقوشي: S، بالإضافة إلى النسخة العادية. بالإضافة إلى «سبشل بوكس» يحتوي جميع الاصدارات الاربعة المحدودة.

## الإصدارات

### الألبومات
| السنة | معلومات                                | المرتبة الاسبوعية | المبيعات      | الشهادات (sales thresholds) |
| ----- | -------------------------------------- | ----------------- | ------------- | --------------------------- |
| 2005  | touch - تاريخ الإصدار: 27 أبريل 2005   | 1                 | 250,000+ (JP) | RIAJ: Platinum              |
| 2007  | pacific - تاريخ الإصدار: 7 نوفمبر 2007 | 1                 | 250,000+ (JP) | RIAJ: Platinum              |
| 2008  | color - تاريخ الإصدار: 19 نوفمبر 2008  | 1                 | 250,000+ (JP) | RIAJ: Platinum              |
| 2010  | LIVE - تاريخ الإصدار: 15 سبتمبر 2010   | 1                 | 185,204 (JP)  | RIAJ: Gold                  |

### الإصدارات المتكاملة
| السنة | معلومات                                | المرتبة الاسبوعية | المبيعات | الشهادات (sales thresholds) |
| ----- | -------------------------------------- | ----------------- | -------- | --------------------------- |
| 2012  | NEWS BEST - تاريخ الإصدار: 13 جون 2012 | 1                 | 109,172  | TBA                         |

### أغاني منفردة
| 2003                                              | "NEWS Nippon" (NEWSニッポン نيوز اليابان)                                                                  | — | — | — | —  | —       | touch     |
| 2004                                              | "Kibō (Yell)" (希望～Yell～ نداء~الأمل~)                                                                   | 1 | 1 | 3 | 13 | 395,406 | touch     |
| 2004                                              | "Akaku Moyuru Taiyō" (紅く燃ゆる太陽 الشمس الحمراء الحارقة)                                                | 1 | 1 | 5 | 31 | 251,223 | touch     |
| 2005                                              | "Cherish (NEWS song) ( المعزّة" チェリッシュ، Cherisshu)                                                    | 1 | 1 | 4 | 32 | 261,980 | touch     |
| 2005                                              | "TEPPEN" (てっぺん القمة)                                                                                  | 1 | 1 | 2 | 34 | 245,209 | pacific   |
| 2006                                              | "Sayaendō/Hadashi no Cinderella Boy" (サヤエンドウ/裸足のシンデレラボーイ بازلاء\فتى سندريلا حافي القدمين) | 1 | 1 | 1 | 39 | 222,848 | pacific   |
| 2007                                              | "Hoshi o Mezashite" (星をめざして اهدف إلى النجوم)                                                         | 1 | 1 | 2 | 13 | 310,505 | pacific   |
| 2007                                              | الاسبوووع "weeeek"                                                                                         | 1 | 1 | 2 | 10 | 376,261 | color     |
| 2008                                              | "Taiyō no Namida" (太陽のナミダ دموع الشمس)                                                                | 1 | 1 | 2 | 19 | 291,447 | color     |
| 2008                                              | "Summer Time" وقت الصيف                                                                                    | 1 | 1 | 2 | 23 | 258,820 | color     |
| 2008                                              | "Happy Birthday" عيد ميلاد سعيد                                                                            | 1 | 1 | 2 | 26 | 242,581 | color     |
| 2009                                              | "Koi no ABO" (恋のABO حب فصائل الدم)                                                                       | 1 | 1 | 1 | 11 | 286,978 | LIVE      |
| 2010                                              | "Sakura Girl" (さくらガール فتاة الساكورا)                                                                 | 1 | 1 | 3 | 25 | 232,752 | LIVE      |
| 2010                                              | الرجل المقاتل "Fighting Man"                                                                               | 1 | 1 | 3 | 32 | 179,137 | NEWS Best |
| 2012                                              | "Chankapāna" (チャンカパーナ فتاتي العزيزة )                                                               | 1 | 1 | 2 | 20 | 305,407 | TBA       |
| "—" denotes a title that did not reach the chart. | |   |   |   |    |         |           |

### الديفيديات
| السنة | معلومات                                                                                           |
| ----- | ------------------------------------------------------------------------------------------------- |
| 2004  | News Nippon 0304 - تاريخ الإصدار: 7 أبريل 2004                                                    |
| 2005  | Summary of Johnny's World - تاريخ الإصدار: 19 أبريل 2005                                          |
| 2007  | Never Ending Wonderful Story - تاريخ الإصدار: 8 أغسطس 2007                                        |
| 2008  | NEWS Concert Tour Pacific 2007-2008 - The First Tokyo Dome Concert - تاريخ الإصدار: 13 أغسطس 2008 |
| 2009  | NEWS Live Diamond - تاريخ الإصدار: 4 نوفمبر 2009                                                  |
| 2010  | NEWS LIVE!LIVE!LIVE! DOME CONCERT 2010 تاريخ الإصدار: 22 ديسمبر 2010                              |

## مراكز الأعضاء
| الأعضاء الحاليين          | لون العضو |
| ------------------------- | --------- |
| كوياما كيتشيرو （القائد） | بنفسجي    |
| ماسودا تاكاهيسا           | أصفر      |
| كاتو شيقياكي              | أخضر      |

| أعضاء سابقين     | لون العضو |
| ---------------- | --------- |
| اوتشي هيروكي     | لايوجد    |
| كوسانو هيرونوري  | لايوجد    |
| موريتشي تاكاهيرو | لايوجد    |
| يامشيتا توموهيسا | أحمر      |
| نشيكيدو ريو      | أزرق      |
| تيقوشي يويا      | وردي      |

## روابط خارجية
- نيوز على موقع IMDb (الإنجليزية)
- نيوز على موقع ميوزك برينز (الإنجليزية)
- نيوز على موقع أول ميوزيك (الإنجليزية)
- نيوز على موقع ديسكوغز (الإنجليزية)
- نيوز على موقع ANN person (الإنجليزية)